# Lokca
Lokca é um município da Eslováquia, situado no distrito de Námestovo, na região de Žilina. Tem 24,2 km² de área e sua população em 2018 foi estimada em 2.374 habitantes.

## Demografia
| Ano:        | 1994 | 2004   | 2014   | 2024   |
| ----------- | ---- | ------ | ------ | ------ |
| Broj ljudi: | 2048 | 2201   | 2328   | 2524   |
| Razlika:    |      | +7,47% | +5,77% | +8,41% |

| Ano:               | 2023 | 2024   |
| ------------------ | ---- | ------ |
| Número de pessoas: | 2480 | 2524   |
| Diferença:         |      | +1,77% |